# Cyanolyca argentigula
La ghiandaia golargentata (Cyanolyca argentigula (Lawrence, 1875)) è un uccello passeriforme appartenente alla famiglia Corvidae.

## Etimologia
Il nome scientifico della specie, argentigula, deriva dal latino e significa "dalla gola argentata", in riferimento alla livrea di questi uccelli: il loro nome comune altro non è che la traduzione di quello scientifico.

## Descrizione

### Dimensioni
Misura 25-27 cm di lunghezza, per 65 g di peso.

### Aspetto
Si tratta di uccelli dall'aspetto tozzo e paffuto, muniti di grossa testa arrotondata dai grandi occhi, becco relativamente corto e conico dalla punta lievemente ricurva, ali digitate, coda piuttosto lunga e dall'estremità squadrata e zampe forti.
Il piumaggio è di colore blu-nerastro su vertice, nuca, lati del collo, spalle, petto, dorso e ali: il ventre e la groppa sfumano nel blu con riflessi violacei, sfumando ulteriormente nell'azzurro-bluastro su sottocoda e codione. Le remiganti e la coda sono di colore blu-nerastro (la superficie inferiore di quest'ultima è del tutto nera), così come nera è la banda facciale che circonda gli occhi e raggiunge i lati del becco e la fronte, formando una mascherina a occhiali, orlata superiormente da un monociglio di colore bianco-argenteo. La gola (come intuibile dal nome comune e dal nome scientifico) è di colore bianco-grigiastro, con sfumature azzurre nella parte inferiore.
Il becco e le zampe sono di colore nero, mentre gli occhi sono di colore bruno-rossiccio scuro.

## Biologia
Si tratta di uccelli dalle abitudini di vita essenzialmente diurne, che passano la maggior parte della giornata alla ricerca di cibo fra i rami degli alberi e nella canopia, muovendosi in gruppetti a base familiare che possono contare fino a 10-30 individui e ritirandosi sul far della sera nel folto della vegetazione arborea, per passare la notte al riparo delle intemperie e di eventuali predatori.
I richiami di questi uccelli sono aspri e nasali, ripetuti in gruppi di cinque, vagamente simili a una risata.

### Alimentazione

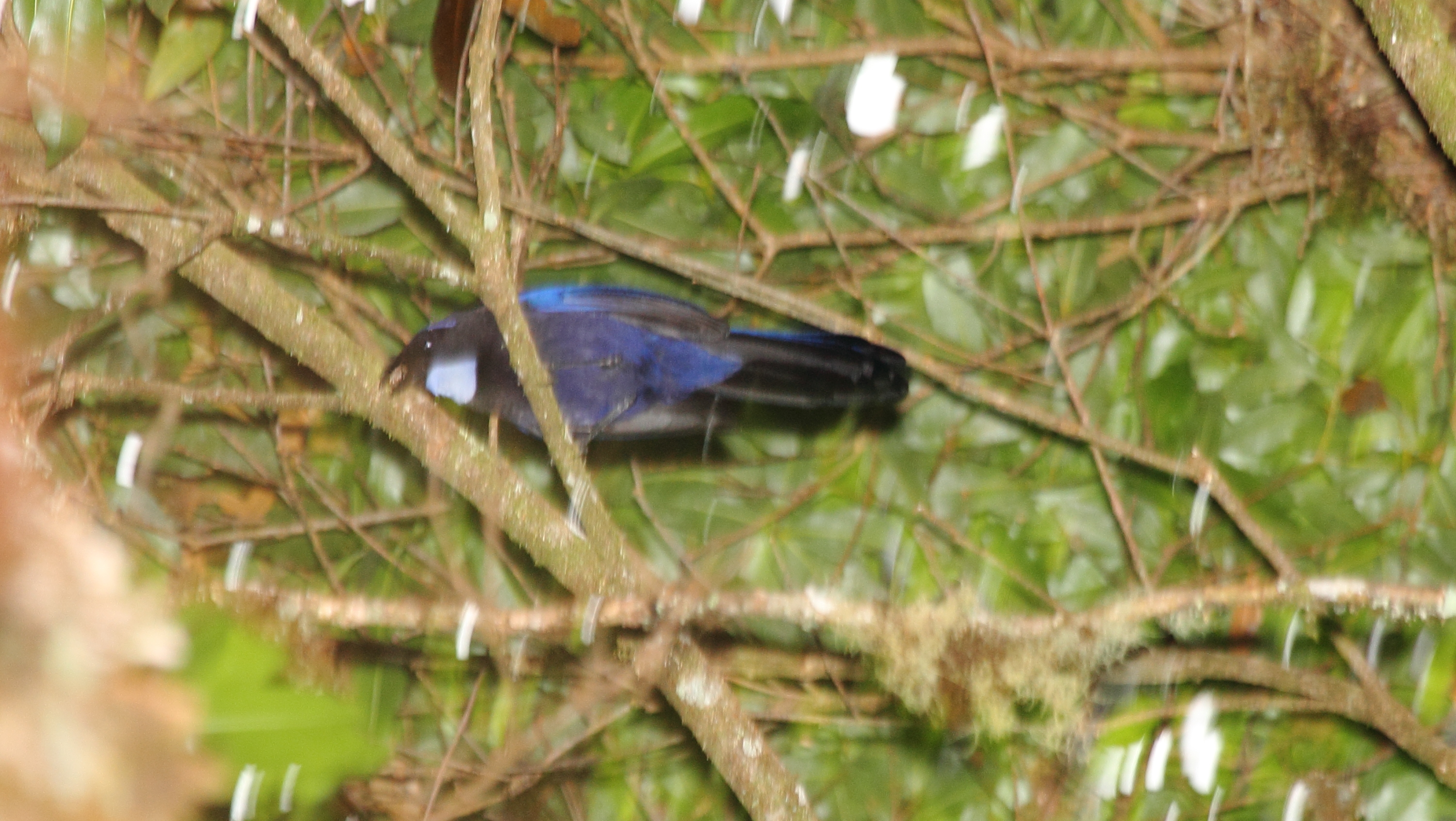
Esemplare si alimenta a Savegre

La ghiandaia golargento è un uccello onnivoro, che cerca il cibo sondando le spaccature della corteccia e le epifite col becco: questi animali si cibano perlopiù di insetti e altri invertebrati e delle loro larve, ma anche di piccoli vertebrati (anfibi, topolini, lucertole, gechi e piccoli serpenti), cibandosi sporadicamente anche di bacche e frutta matura.

### Riproduzione

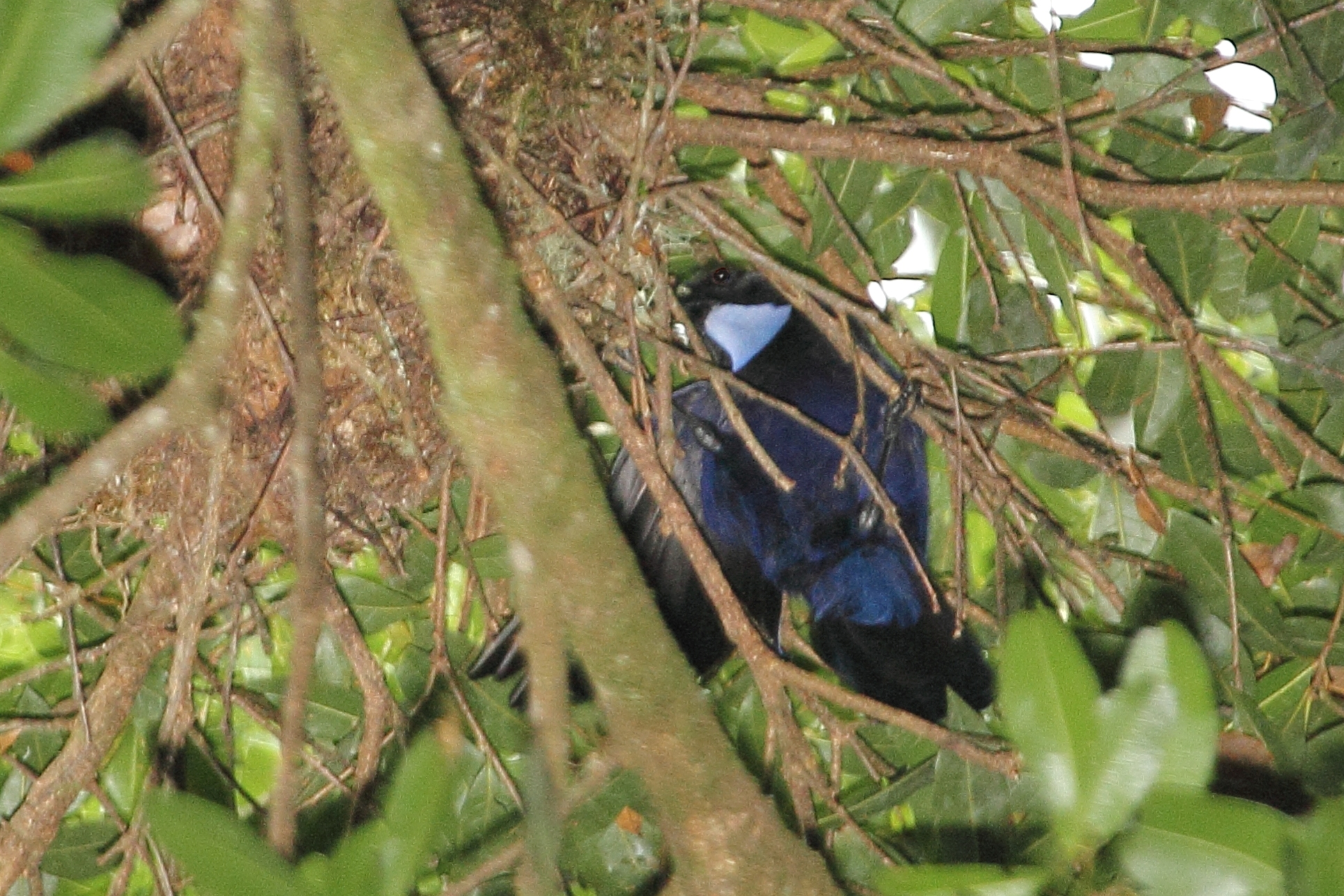
Esemplare si avvicina al nido in Costa Rica

La stagione riproduttiva va da marzo a giugno: si tratta di uccelli monogami, il cui nido, a forma di coppa, viene costruito in altro fra i rami degli alberi, intrecciando rametti e fibre vegetali e foderando l'interno con materiale più soffice, sempre di origine vegetale.

Sebbene manchino ulteriori informazioni al riguardo, si ha motivo di ritenere che la riproduzione della ghiandaia golargento non differisca in maniera significativa, per modalità e tempistica, da quanto osservabile nelle altre specie di corvidi.

## Distribuzione e habitat
La ghiandaia golargento è diffusa nel sud dell'America centrale, occupando un areale che comprende la Cordigliera Vulcanica Centrale della Costa Rica, a sud fino alle montagne dell'estremità nord-occidentale di Panama (nord-ovest della provincia di Chiriquí).
L'habitat di questi uccelli è rappresentato dalla foresta nebulosa umida mista (con predilezione per le aree a prevalenza di querce), fra i 2000 e i 3200 m di quota.

## Tassonomia
Se ne riconoscono due sottospecie:
- Cyanolyca argentigula albior Pitelka, 1951 - diffusa nella parte settentrionale dell'areale occupato dalla specie;
- Cyanolyca argentigula argentigula (Lawrence, 1875) - la sottospecie nominale, diffusa nella porzione meridionale dell'areale occupato dalla specie;

La ghiandaia golargento, assieme alle affini ghiandaia nana, ghiandaia golanera e ghiandaia golabianca, forma un clade monofiletico in seno al genere Cyanolyca.